# پرایوت میوزیک
پرایوت میوزیک (به انگلیسی: Private Music) یک ناشر موسیقی در کشور آمریکا که در سال ۱۹۸۴ میلادی توسط پیتر بومن راه‌اندازی شده‌است.
وی آلبوم‌های نوازندگانی مانند یانی، سوزان چیانی، پاتریک اوهیرن و گروه تنجرین دریم که در زمینه موسیقی عصر نو فعالیت می‌کرده‌اند را منتشر کرده‌است.

## آلبوم‌شناسی
- کارلوس آلومار
  - Dream Generator (۱۹۸۸)
- جوی اکسو
  - "Tender City"
- آزوما
  - Azuma
  - The Wanderer
- Bounce the Ocean
  - Bounce the Ocean
- سوزان چیانی
  - Seven Waves (۱۹۸۲)*
  - The Velocity of Love (۱۹۸۶)*
  - Neverland (۱۹۸۸)
  - History of My Heart (۱۹۸۹)
  - Pianissimo (۱۹۹۰)
  - Hotel Luna (۱۹۹۱)
  - The Private Music of Suzanne Ciani (۱۹۹۲، compilation)
- مایکل کولینا
  - Rituals
  - Shadow of Urbano
- ای. جی. کورک
  - That's Me in the Bar (۱۹۹۵)
  - A.J. Croce
- The Fabulous Thunderbirds
  - Roll of the Dice (۱۹۹۵)
- بیل گبل
  - There Were Signs
- الیزا گیلکیسون
  - Through the Looking Glass (۱۹۹۲)
- فیلیپ گلس
  - (Passages (۱۹۹۰، به همراه راوی شانکار
- جری گودمن
  - On the Future of Aviation (۱۹۸۵)
  - Ariel (۱۹۸۶)
  - It's Alive (۱۹۸۷، زنده)
- میلس گودوین و واریوس آرتیست
  - Getting Even With Dad - soundtrack
- میک گردون
  - Clone (۲۰۰۲، به همراه لئو کوتکه)
- دن هارتمن
  - New Green, Clear Blue (۱۹۸۹)
- نونا هندریکس
  - Skin Diver (۱۹۸۹)
- جیمز نیوتون هاوارد
  - Promised Land (۱۹۸۵، soundtrack)
- لوسیا هوونگ
  - House of Sleeping Beauties (۱۹۸۵)
  - Secret Luminescence (۱۹۸۷)
- اتا جیمز
  - Mystery Lady: Songs of Billie Holiday (۱۹۹۴)
  - Time After Time (Etta James album)|Time after Time (۱۹۹۵)
  - Love's Been Rough on Me (۱۹۹۷)
- ادی جوبسون
  - Theme of Secrets (۱۹۸۵)
- لئو کوتکه
  - A Shout Toward Noon (۱۹۸۶)
  - Regards from Chuck Pink (۱۹۸۸)
  - My Father's Face (۱۹۸۹)
  - That's What (۱۹۹۰)
  - Great Big Boy (۱۹۹۱)
  - Peculiaroso (۱۹۹۴)
  - Leo Kottke Live (۱۹۹۵)
  - Standing in My Shoes (۱۹۹۷)
  - One Guitar, No Vocals (۱۹۹۹)
  - Clone (۲۰۰۲، به همراه میک گوردون)
- دیگو مودنا, جین-فیلیپ آاودین
  - Ocarina
  - Ocarina II
- Kate & Anna McGarrigle
  - Heartbeats Accelerating (۱۹۹۰)
- نکس
  - Sex (The Necks album)
- پاتریک اوهیرن
  - Ancient Dreams (۱۹۸۵)
  - Between Two Worlds (۱۹۸۷)
  - Rivers Gonna Rise (۱۹۸۸)
  - Eldorado (۱۹۸۹)
  - Mix-Up (۱۹۹۰، remixes)
  - Indigo (۱۹۹۱)
  - The Private Music of Patrick O'Hearn (۱۹۹۲، compilation)
  - A Windham Hill Retrospective (۱۹۹۷)*
- فیل پری
  - One Heart One Love (۱۹۹۸) Peak 82163
  - My Book of Love (۲۰۰۰) Peak 82181
- سانفورد پوندر
  - Etosha - Private Music in the Land of Dry Water
  - Tigers Are Brave
- ویلی پورتر
- کنی رنکین
  - Professional Dreamer
- لئون ردبون
  - Christmas Island (۱۹۸۷)
  - Sugar (۱۹۹۰)
  - Up a Lazy River (۱۹۹۲)
- شادوفاکس
  - The Odd Get Even (۱۹۹۰)
- راوی شانکر
  - Tana Mana (۱۹۸۷)
  - Inside the Kremlin (۱۹۸۸)
  - Passages (۱۹۹۰، همراه با فیلیپ گلس)
  - Bridges: Best of Private Music Recordings (۲۰۰۱، compilation)
  - The Essential Ravi Shankar (compilation)*
- رینگو استار
  - Time Takes Time (۱۹۹۲)
- اندی سامرز
  - Mysterious Barricades (۱۹۸۸)
  - The Golden Wire (۱۹۸۹)
  - Charming Snakes (۱۹۹۰)
  - World Gone Strange (۱۹۹۱)
- تاج محل
  - Like Never Before (۱۹۹۱)
  - Dancing the Blues (۱۹۹۳)
  - Phantom Blues (۱۹۹۶)
  - Señor Blues (۱۹۹۷)
  - The Best of the Private Years (۲۰۰۰، compilation)
- تنجرین دریم
  - Optical Race (۱۹۸۸)
  - Lily on the Beach (۱۹۸۹)
  - Miracle Mile (soundtrack) (1989, soundtrack)
  - Melrose (album) (۱۹۹۰)
  - The Private Music of Tangerine Dream (۱۹۹۲، compilation)
- جان تش
  - Tour de France (۱۹۸۸)
  - Tour de France... The Early Years (۱۹۹۰)
- توتس تیلمانس
  - East Coast West Coast (۱۹۹۴)
  - Brasilian Essence (۲۰۰۷)
- کریس توماس کینگ
  - 21st Century Blues...from da hood
- دیوید ون تیگم
  - Safety In Numbers (David Van Tieghem album) (۱۹۸۷)
  - [Strange Cargo (David Van Tieghem album) (۱۹۸۹)
- جنیفر وارنس
  - Famous Blue Raincoat: The Songs of Leonard Cohen"
  - The Hunter (Jennifer Warnes album)
- سوسن وارنر
  - Last of the Good Straight Girls
- جیمی ویترسپون
- یانی
  - Optimystique (۱۹۸۴)
  - کلید تخیل (۱۹۸۶)
  - خارج از سکوت (۱۹۸۷)
  - روزهای آفتاب‌پرست (۱۹۸۸)
  - تیکی نانا (۱۹۸۹)
  - بازتاب احساس (۱۹۹۰)
  - در جشن زندگی (۱۹۹۱)
  - جرأت آرزو (۱۹۹۲)
  - در زمان من (۱۹۹۳)
  - کنسرت یانی در آکروپولیس (۱۹۹۴)
  - مجموعه‌ای از موسیقی‌های رمانتیک (۱۹۹۴، گردآوری شده)
  - صمیمت (بهترین‌های یانی) (۱۹۹۷، گردآوری شده)
  - در آیینه  (۱۹۹۷، گردآوری شده)
  - Enraptured: A Collection of Yanni Favorites (۱۹۹۷، گردآوری شده)
  - سال‌های خصوصی (۱۹۹۹، گردآوری شده)
  - Winter Light (۱۹۹۹، گردآوری شده)
  - Love Songs (۱۹۹۹، گردآوری شده)
  - Ultimate Yanni (۲۰۰۳، گردآوری شده)
  - The Collection (۲۰۰۶، گردآوری شده)
- دن زانس
  - Cool Down Time (۱۹۹۵)